# Lenka Kotková

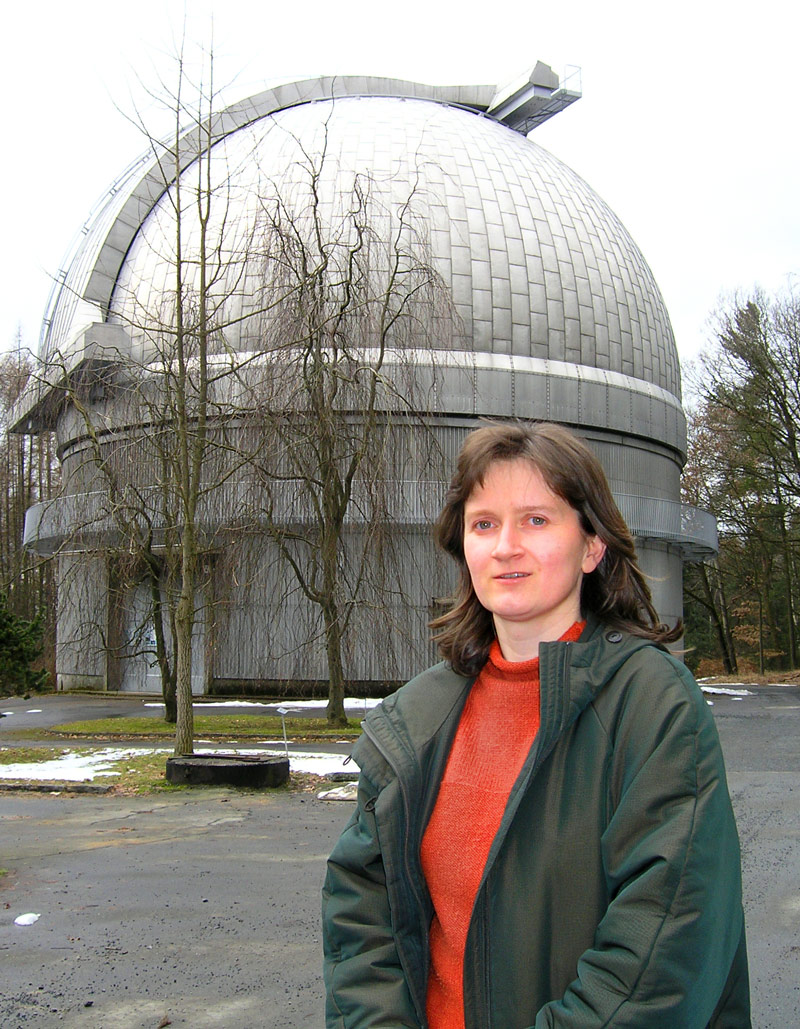
Lenka Kotková vor der Sternwarte Ondřejov

Lenka Kotková (geborene Šarounová; * 26. Juli 1973 in Dobřichovice) ist eine tschechische Astronomin.
Sie ist eine profilierte Entdeckerin von Asteroiden. Sie arbeitet an der Sternwarte Ondřejov in der Nähe von Prag. Neben mehreren Asteroiden im Hauptgürtel entdeckte sie (9671) Hemera (dieser Asteroid kreuzt die Mars-Bahn) sowie (21804) Václavneumann (ein Mitglied der Hilda-Gruppe).
Im Jahre 2000 erhielt sie den Zdenek Kvíz Award der Tschechischen Astronomischen Gesellschaft (Česká astronomická společnost ČAS) für ihre Arbeit zu veränderlichen Sternen.
Der Asteroid (10390) Lenka wurde am 28. Juli 1999 nach ihr benannt; er wurde von ihren Kollegen Petr Pravec und Marek Wolf im Jahre 1997 entdeckt. Der von Lenka Kotková im Jahre 1999 entdeckte Asteroid (60001) Adélka ist nach ihrer Tochter benannt.